# Sylvia Wiegand
Sylvia Margaret Wiegand (nacida el 8 de marzo de 1945) es una matemática estadounidense.

## Trayectoria
Nació en Ciudad del Cabo, Sudáfrica. Su familia se trasladó a Wisconsin en 1949, y se graduó de Bryn Mawr College en 1966 después de tres años de estudio. En 1971 Wiegand obtuvo su Ph.D. De la Universidad de Wisconsin-Madison. Teoría de Galois Theory of Essential Expansions of Modules and Vanishing Tensor Powers.
En 1987 se convirtió en profesora titular en la Universidad de Nebraska; En el momento Wiegand era la única profesora femenina en el departamento de matemáticas. En 1996 Sylvia y su esposo Roger establecieron una beca para la investigación de estudiantes graduados en la universidad en honor de los abuelos de Sylvia, llamado el premio Grace Chisholm Young y William Henry Young. Grace Chisholm Young fue la primera mujer en obtener un doctorado en cualquier disciplina de una universidad alemana; Su tesis se titulaba "Algebraisch-gruppentheoretische Untersuchungen zur sphärischen Trigonometrie" (Grupos Algebraicos de Trigonometría Esférica).
De 1997 a 2000, Wiegand fue Presidente de la Association for Women in Mathematics.
Wiegand ha publicado más de cuarenta trabajos de investigación.

## Reconocimientos
Wiegand aparece en el libro Notable Women in Mathematics: A Biographical Dictionary, editado por Charlene Morrow y Teri Perl, publicado en 1998. En mayo de 2005, la Universidad de Nebraska organizó la Conferencia de álgebra conmutativa de Nebraska: WiegandFest "en la celebración de las muchas contribuciones importantes de Sylvia y su marido Roger Wiegand".
En 2012 se convirtió en compañera de la American Mathematical Society.